# Rachel Legrain-Trapani

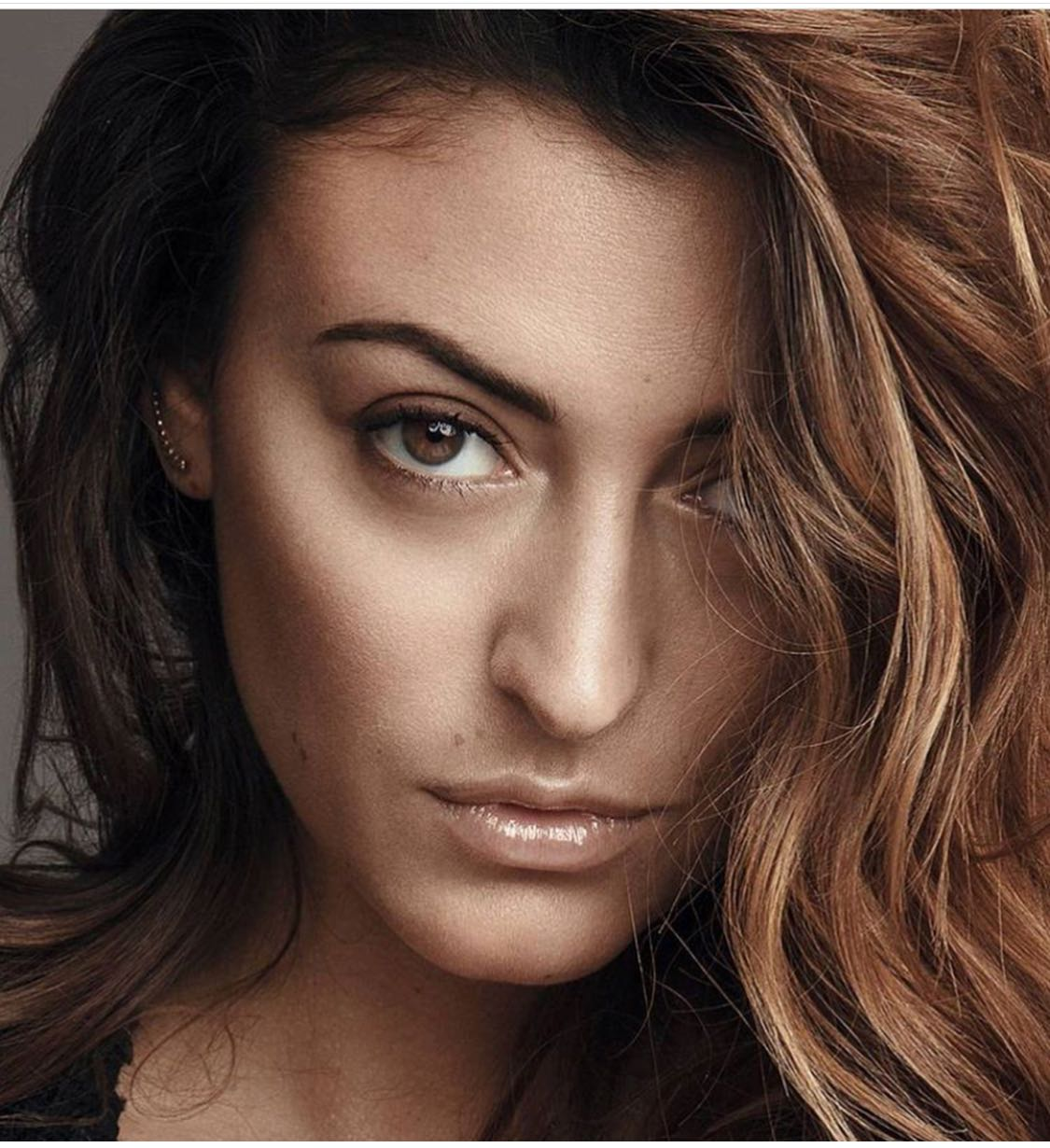
Rachel Legrain-Trapani (2007)

Rachel Legrain-Trapani (* 31. August 1988 in Saint-Saulve, Nord-Pas-de-Calais) wurde 2007 zur Miss France gewählt.
Legrain-Trapani erlaubte der gehörlosen Vize Miss France 2007 Sophie Vouzelaud Frankreich bei der Miss-World-Wahl zu vertreten, jedoch lehnten die Organisatoren dies mit der Begründung ab, dass nur die Gewinnerin – also in diesem Fall Legrain-Trapani – ihr Heimatland vertreten darf.